# Sergi Llorca
Sergi Llorca (Caldes de Montbui, 8 giugno 1997) è un hockeista su pista spagnolo.

## Palmarès

### Club

#### Titoli nazionali
- Supercoppa di Spagna: 1

Barcellona: 2020
- Campionato spagnolo: 1

Barcellona: 2020-2021

### Nazionale
- Campionato europeo: 1

Paredes 2021